# 블래던스버그 전투
블래던스버그 전투(Battle of Bladensburg)는 1812년 전쟁 중에 발생한 전투이다. 미국군의 패배로, 대영제국군과 아일랜드군이 수도 워싱턴 D.C.를 함락하고 공공 건물을 불태웠다. 이 사건은 미군 최대의 치욕이라고 불리고 있다.

## 배경
독일 - 프랑스 전역(1813-1814년)에 의해 프랑스 황제 나폴레옹 보나파르트가 몰락하고, 엘바섬에 유배되면서 유럽의 전란은 일단 종결되었다. 영국은 미국에 대규모 병력을 동원하는 것이 가능해졌다. 그것을 받아 캐나다 총독 조지 프레보스트 경은 두 방면에서 미국을 침공하는 전략을 수립, 실행했다. 프레보스트 자신도 캐나다 본부에서 뉴욕주에 침공 부대를 이끌고 샹플레인 호수로 진격했다. 나머지 부대는 로버트 로스 장군의 지휘 하에 미국 대서양 연안 중부의 체사피크 만으로 파견했다. 이 작전에 대해 미국 육군 장관 존 암스트롱은 영국군의 공격 목표는 전략적으로 중요하지 않은 워싱턴 시가 아니라, 군사적 요충지인 볼티모어라고 생각했다. 그러나 영국군은 볼티모어와 워싱턴 모두를 공격 목표로 하고 있었다. 프레보스트의 의도는 미군에 의해 불탄 캐나다의 어퍼캐나다(지금의 온타리오)의 주도 요크 시(현재 토론토)에 대한 보복을 하자는 것이었다.
로스 장군의 부대는 1814년 8월 메릴랜드에 상륙, 파투센트 강을 따라 진군했다. 한편, 요격을 맡은 미군 지휘관, 윌리엄 와인 준장은 1813년 7월 스토니 크릭 전투에서 포로가 된 적이 있었고, 최근 포로 교환으로 복귀한 유능하다고 하기는 어려운 인물이었다. 그의 직속 부대는 기병 120명과 정규군 300명이었지만, 그 외에도 민병대 1,500명을 동원한 상태였다. 또한 개전 일 전까지 증원 부대로 5,000명의 민병대가 추가로 도착해 있었다. 그러나 이 민병대는 훈련도, 장비도 빈약한 인원이었을 뿐이었다. 미군은 수적으로는 우세하였지만, 유럽에서 전장에서 풍부한 경험을 쌓은 영국군 정규병과 대치를 할 수 밖에 없었다.
남진하던 와인 군은 8월 21일, 롱올드필드와 우드 야드 근처의 어퍼 말보로에서 영국군과 대치했다. 영국군의 움직임에서 블래던스버그가 워싱턴을 방어하는 요청이 될 것이 분명했다. 블래던스버그를 사수하면, 볼티모어와 애너폴리스에 이르는 도로를 확보 할 수 있으며, 그 도로에서 지원군이 이쪽으로 향하고 있다 것이었다. 영국군이 워싱턴으로 향하려고 한다면 그 진출로는 2개 밖에없고 그 중 하나는 아나코스티아 강 동쪽의 흐름이 완만해 도하가 가능하기 때문에, 이쪽의 수비를 강화하기로 했다. 부하 장군, 토비아스 스탠스 베리에게 ‘블래던스버그 앞의 가장 좋은 위치를 확보하고 ... 공격을 받았을 경우 가능한 오랫동안 저항할 것’이라고 명령을 내렸다.

## 전투

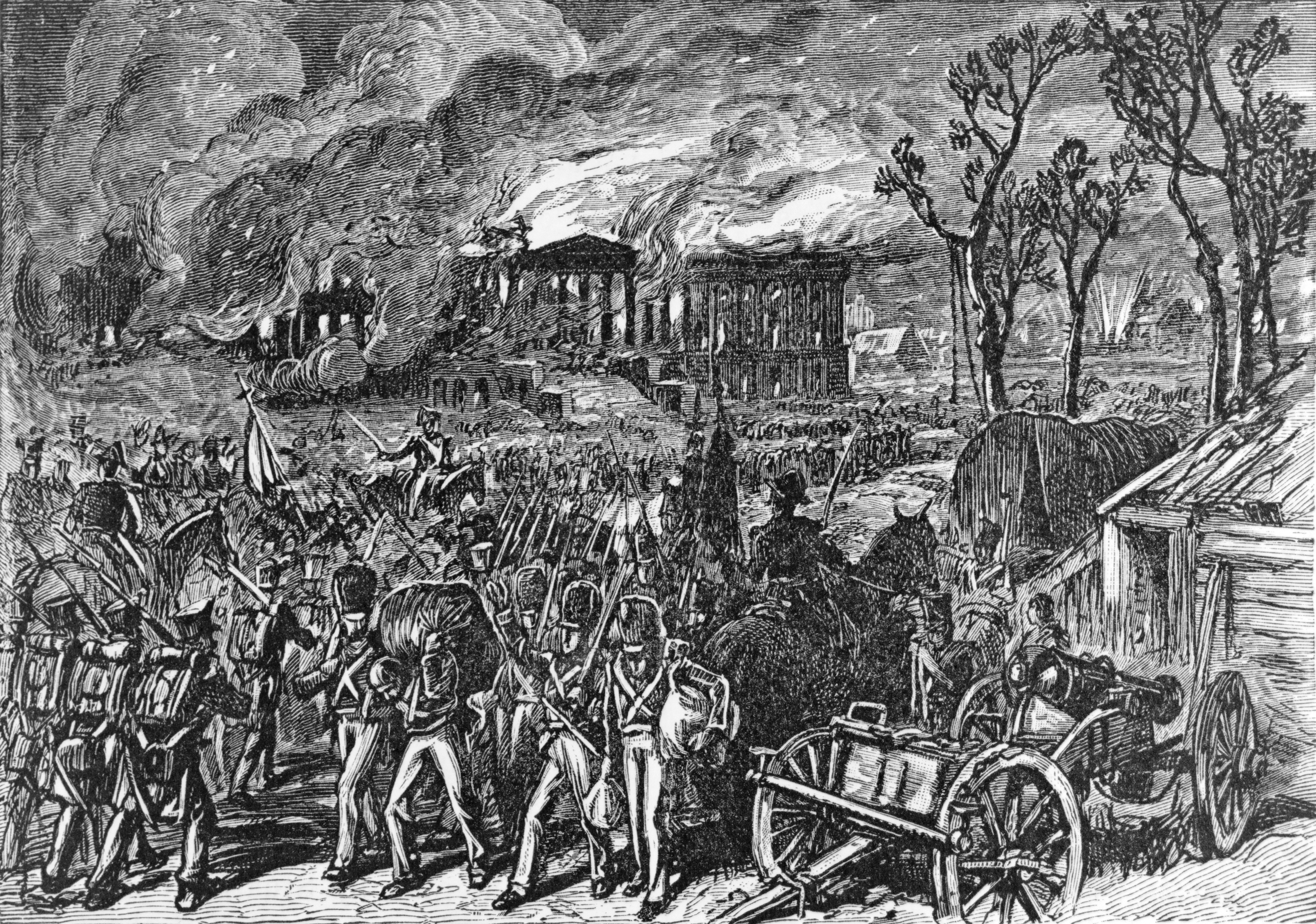
블래던스버그 전투에 승리한 후 영국군은 워싱턴 시로 들어가 공공건물을 방화했다.

8월 24일 정오 무렵, 로스는 블래던스버그에 군대를 전진시켰다. 스탠스베리가 구사한 전술상 실수는 곧바로 드러났다. 고지에 진을 치고 있으면 영국군은 공격 시 상당한 손실을 각오해야했다. 또한 블래던스버그의 벽돌 구조물을 쌓아 임시 요새로 사용했다면, 영국군 역시 손실이 많은 시가전에 임할 수 밖에 없었을 것이다. 또한 다리를 불태워 없애지 않았기 때문에, 그곳도 지켜야 방어를 해야 했었다. 스탠스베리는 보병을 강변에서 멀리 배치하고 있었기 때문에, 강 건너 적군을 막을 수 없었다. 다리의 북쪽에 배치된 볼티모어 포병대는 강력한 포대를 가지고 있었지만, 융통성이 없이 다리가 확보되는 것을 방지하여 비스듬히 비껴 쏠 수밖에 없었다. 전선을 시찰하는 말을 방문한 제임스 매디슨 대통령은 다리 근처에서 위태롭게 포로가 될 뻔했다.
전투 개시 후 미군의 1열은 영국군 정규군과의 전투에 금세 완패를 했다. 2열에 있던 조슈아 바니 해군 준장이 지휘하는 400명의 수병과 해병이 검과 파이크를 부착하고 백병전으로 항전했지만, 원호를 받을 수 없자 후퇴를 할 수 밖에 없었다. 이 전투에서 바니는 허벅지에 총탄을 맞아 중상을 입고 포로가 되었다. 와인은 퇴각 시에도 적절한 지시를 내릴 수 없었기 때문에, 민병대 무리는 무질서하게 달아날 뿐, 제대로 퇴각할 수조차 없었다.
혼란 대열을 어지럽힌 미군의 후퇴의 모습은 당시 구경거리 같아서 1816년에 만들어진 시에 의해 ‘블래던스버그 경주’로 불리게 되었다. 미국의 민병대는 워싱턴의 시가지를 방어하지 못했고, 매디슨 대통령도 연방 정부의 간부들과 함께 그 뒤를 이어 도주했다. 그나마 유서 깊은 그림과 공예품이 백악관에서 옮겨진 것은 대통령 부인 돌리 매디슨의 지시에 의한 것이었다. 그날 밤, 영국군은 아무런 저항도 받지 않고 워싱턴 시에 들어가, 백악관 등을 불태웠다.